# Endiryah
Endiryah war eine Metalcore-Band aus Wien, Österreich, gegründet im Jahr 2006. Ihr Musikstil beinhaltete Elemente aus Metal, Hardcore und dem melodischen Death Metal. Im Spätsommer 2014 kündigte die Band ihre Auflösung an, um sich anderen musikalischen Projekten zu widmen.

## Geschichte
Die Band wurde im Jahr 2006 von Michael Ramhardter (Schlagzeug), Raphael Beran (Gitarre), Andreas Weidinger (Gitarre), Florian Satter (Bass) und Alexander Pegac (Gesang) gegründet. Weidinger verließ 2007 die Band und wurde durch Jürgen Schicha (Leadgitarre) ersetzt, ehe 2008 auch Beran und Ramhardter die Band verließen und Philipp Benda (Gitarre) sowie Alexander Huber (Schlagzeug) durch längere Freundschaften hinzukamen.
Im Sommer 2012 gab Philipp Benda bekannt, aus beruflichen Gründen die Band verlassen zu müssen. Er wurde kurzerhand von Mauro Putzer ersetzt, kurz bevor man im Rahmen der Autumn Lights Tour durch Europa tourte.
Endiryah spielte seit ihrer Gründung 2006 zusammen mit Bands wie War from a Harlots Mouth, Salt the Wound, Arsonists Get All the Girls, A Plea for Purging, The Swellers, The Black Dahlia Murder, Entombed, Blessed by a Broken Heart, Texas in July, Here Comes the Kraken, Devil Sold His Soul, Four Year Strong uvm.
Außerdem hatte Endiryah 2010 Auftritte am Nova Rock, am Give It a Name in Wien, am Extremefest 2012 sowie 2011 und 2012 am Metalfest.
Die Band war von 2011 bis 2014 beim österreichischen Indie-Label Burnside Records unter Vertrag.

## Bandname
Der Name Endiryah hat keine genauere Bedeutung oder Herkunft. Der Name wurde von der Band eigens als Identitätsmerkmal für die Gruppe kreiert und dient nicht dazu, auf eine bestimmte Bedeutung hinzuweisen.

## Diskografie
- 2010: Watchers (EP, DIY)
- 2011: Fragments of Flagship (Album, Burnside Records)
- 2013: Solar Eclipse (EP, Burnside Records)

## Videos
- 2011: you're so wack...seriously!
- 2012: collapse
- 2014: anaconda